# Barkhoppspindel
Barkhoppspindel (Salticus zebraneus) är en spindelart som först beskrevs av Carl Ludwig Koch 1837.  
Barkhoppspindel ingår i släktet Salticus och familjen hoppspindlar. Arten är reproducerande i Sverige. Inga underarter finns listade.

## Bildgalleri

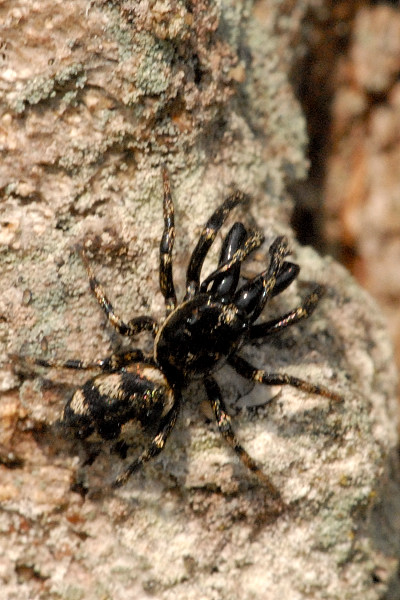
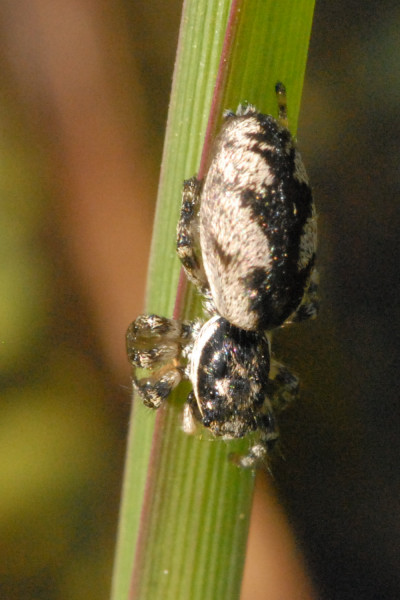